# 綠里奇蹟 (電影)
是一部1999年美國魔幻現實主義劇情片，由法蘭·達拉本特编剧并執導，改編自史蒂芬·金的1996年同名小說。電影中，主要演員有湯·漢斯飾演角色保羅和麥可·克拉克·鄧肯飾演角色約翰·考菲。故事講述1930年代大萧条時期，一群獄警目睹新來的黑人囚犯擁有神秘的超自然力量。
《綠色奇蹟》上映後在業界普受好評，演員（尤其是漢克和鄧肯）、執導和劇本都受到肯定，但達三小時的片長受到詬病。在2000年奧斯卡金像獎被提名四項獎項，分別有最佳男配角、最佳影片、最佳混音、最佳改編劇本。

## 劇情
1999年在路易斯安那州的一家養老院，年邁的保羅·艾吉康觀看電影《禮帽》時突然變得情緒激動。朋友伊蓮感到擔心，保羅向她解釋說，電影讓他想起了以前在冷山監獄（Cold Mountain Penitentiary）死囚牢房（外號「綠色旅程」）時所目睹的事件。
1935年，保羅負責監督監獄看守老布、迪恩、哈利和波西，並向典獄長兼朋友哈爾·摩爾斯報告。某日，身材魁梧但舉止溫和的非洲裔美國人囚犯約翰·考菲由保羅接管，約翰因被控強姦和謀殺兩名白人小女孩而遭判處死刑。他和另外兩名被判死刑的罪犯老戴及艾南一起被關押，後者是第一個被處決的人。州長夫人的侄子波西是此處的頭痛人物，利用自己的靠山為所欲為，打斷了與自己特別不合的老戴的手指，並殺死了他的寵物老鼠「叮噹先生」。
約翰透過撫摸治癒了保羅的尿道炎，甚至復活了叮噹先生。保羅逐漸意識到約翰擁有治愈他人的超自然能力。保羅猜想約翰被賦予了執行神聖奇蹟的能力，懷疑對方是否真的犯了罪。與此同時，獄警們還得應付新來的脫序囚犯瘋比利，迫使保羅等人不止一次將他關在軟墊禁閉室內。
波西有意從監獄辭職並接受精神病院的高薪工作，作為交換，保羅讓他主導老戴的死刑，好趕走頭痛人物。在行刑時，波西公報私仇，未按正常程序將導電用海綿浸濕，導致老戴在電椅上痛苦的死去，約翰也被迫感受到了老戴的痛苦。保羅和其他獄警捆綁並堵住波西的嘴來懲罰他，強迫他在禁閉室內過夜。在波西被關起來的期間，保羅等人偷偷把約翰從監獄裡帶了出來，試圖藉由他的力量來治愈監獄長摩爾斯妻子瑪琳達的腦瘤，從而挽救了她的生命。波西被釋放後，其他人威脅說，如果他繼續為所欲為下去，他們會將他的不當行為四處散布。
約翰利用力量將瑪琳達的痛苦「釋放」到波西的大腦中，導致波西將瘋比利射殺身亡。不久之後，約翰將自身力量釋放到保羅身上，保羅得知原來瘋比利才是姦殺兩名小女孩的真正罪魁禍首。波西精神崩潰而陷入中邪狀態，之後被送往他原定調職的精神病院。保羅對處決無辜的約翰一舉感到心煩意亂，並提出讓他出獄；約翰告訴保羅，處決將可謂仁慈的行為，因為他認為世界是殘酷的地方，且因人們相互施加的痛苦而不斷感到難受。作為最後的請求，約翰提到自己以前從未看過電影，於是在保羅等人的陪同下開心地觀看了《禮帽》。行刑當晚，約翰因怕黑而請求不要在頭上戴頭巾，保羅和其他獄警們強忍眼淚，悲傷目睹約翰在電椅上被處決。
回到現在，保羅告訴伊蓮，約翰的死刑是和老布執行的最後一次處決，兩人之後從監獄辭職，改到少年感化院工作。故事說完，保羅帶著伊蓮到山上的一間小屋中將叮噹先生介紹給她。多虧了約翰的力量，保羅和叮噹先生才得以擁有異常的長壽；保羅現在108歲，在約翰被處決時已經44歲。雖然伊蓮認為保羅的長壽是約翰的另一個奇蹟，但保羅推測這可能是自己處死約翰的一種神聖的懲罰，導致保羅得繼續活著，目睹身邊所有親朋好友的離世。最後保羅參加了伊蓮的葬禮，並沉思著已準備好迎接死亡的自己還能活多久。

## 演員
| 演員                                   | 角色                                           |
| -------------------------------------- | ---------------------------------------------- |
| 湯·漢斯 Tom Hanks                      | 保羅·艾吉康 Paul Edgecomb                      |
| 大衛·摩斯 David Morse                  | 布魯托·「老布」·豪爾 Brutus "Brutal" Howell    |
| 寶妮·杭特 Bonnie Hunt                  | 珍妮絲·艾吉康 Jan Edgecomb                     |
| 麥可·克拉克·鄧肯 Michael Clarke Duncan | 約翰·考菲 John Coffey                          |
| 占士·康維爾 James Cromwell             | 哈爾·摩爾斯 Hal Moores                         |
| 米高·傑特 Michael Jeter                | 「老戴」艾德華·戴拉克洛 Eduard "Del" Delacroix |
| 格雷厄姆·格林 Graham Greene            | 艾南·畢特巴 Arlen Bitterbuck                   |
| 道格·休奇森 Doug Hutchison             | 波西·懷特莫 Percy Wetmore                      |
| 山姆·洛克威爾 Sam Rockwell             | 「瘋比利」威廉·華頓 "Wild Bill" Wharton        |
| 巴里·佩珀 Barry Pepper                 | 迪恩·史丹頓 Dean Stanton                       |
| 傑佛瑞·狄蒙 Jeffrey DeMunn             | 哈利·特威利格 Harry Terwilliger                |
| 柏茜亞·奇力遜 Patricia Clarkson        | 瑪琳達·莫斯 Melinda Moores                     |
| 哈里·迪恩·斯坦頓 Harry Dean Stanton    | 老圖 Toot                                      |
| 戴柏斯·葛瑞爾 Dabbs Greer              | 老保羅·艾吉康 Old Paul Edgecomb                |
| 蓋瑞·辛尼茲 Gary Sinise                | 伯特·漢默史密斯 Burt Hammersmith               |
| 威廉·桑德勒 William Sadler             | 克勞斯·戴特瑞克 Klaus Detterick                |
| 伊芙·布倫特 Eve Brent                  | 伊蓮·康乃利 Elaine Connelly                    |

## 製作
本片的主體拍攝於1998年7月20日開始，拍攝地包含洛杉矶、北卡罗来纳州和田纳西州。

## 獎项
| 年份 | 頒獎典禮                                                      | 結果 | 獎項                                                         | 名字                                                                                 |
| ---- | ------------------------------------------------------------- | ---- | ------------------------------------------------------------ | ------------------------------------------------------------------------------------ |
| 1999 | 奧斯卡金像獎                                                  | 提名 | 奧斯卡最佳男配角獎                                           | 麥可·克拉克·鄧肯                                                                     |
| 1999 | 奧斯卡金像獎                                                  | 提名 | 奧斯卡最佳影片獎                                             | David Valdes, 法蘭·達拉本特                                                          |
| 1999 | 奧斯卡金像獎                                                  | 提名 | 奧斯卡最佳混音獎                                             | Robert J. Litt, Elliot Tyson, Michael Herbick, Willie D. Burton                      |
| 1999 | 奧斯卡金像獎                                                  | 提名 | 奧斯卡最佳改編劇本                                           | 法蘭·達拉本特                                                                        |
| 2000 | 土星獎                                                        | 得獎 | 最佳動作/冒險/驚悚電影獎                                     |                                                                                      |
| 2000 | 土星獎                                                        | 得獎 | 最佳男配角獎                                                 | 麥可·克拉克·鄧肯                                                                     |
| 2000 | 土星獎                                                        | 得獎 | 最佳女配角獎                                                 | 派翠西亞·克拉森                                                                      |
| 2000 | 土星獎                                                        | 提名 | 最佳導演獎                                                   | 法蘭克·戴倫邦特                                                                      |
| 2000 | 土星獎                                                        | 提名 | 最佳配樂獎                                                   | 湯瑪斯·紐曼                                                                          |
| 2000 | BMI Film & TV Awards                                          | 得獎 | BMI Film Music Award                                         | 湯瑪斯·紐曼                                                                          |
| 2000 | Black Reel Awards                                             | 得獎 | 电影类 - 最佳男配角                                          | 迈克尔·克拉克·邓肯                                                                   |
| 2000 | Blockbuster Entertainment Awards                              | 得獎 | 最受欢迎男演员                                               | 汤姆·汉克斯                                                                          |
| 2000 | Blockbuster Entertainment Awards                              | 提名 | 最受欢迎男配角                                               | 迈克尔·克拉克·邓肯                                                                   |
| 2000 | Blockbuster Entertainment Awards                              | 提名 | 最受欢迎女配角                                               | 邦妮·亨特                                                                            |
| 2000 | 史鐸克獎                                                      | 提名 | 最佳改編劇本獎                                               | 法蘭克·戴倫邦特                                                                      |
| 2000 | 广播影评人协会奖                                              | 得獎 | 最佳改编剧本奖                                               | 法蘭·達拉本特                                                                        |
| 2000 | 广播影评人协会奖                                              | 得獎 | 最佳男配角                                                   | 迈克尔·克拉克·邓肯                                                                   |
| 2000 | 广播影评人协会奖                                              | 提名 | 最佳影片                                                     |                                                                                      |
| 2000 | 芝加哥影评人协会奖                                            | 提名 | 最佳男配角                                                   | 迈克尔·克拉克·邓肯                                                                   |
| 2000 | 芝加哥影评人协会奖                                            | 提名 | 最有前途男演员                                               | 迈克尔·克拉克·邓肯                                                                   |
| 2000 | 美国导演工会奖                                                | 提名 | 剧情片独立导演成就奖                                         | 法蘭·達拉本特                                                                        |
| 2000 | 金球獎                                                        | 提名 | 最佳男配角奖                                                 | 迈克尔·克拉克·邓肯                                                                   |
| 2000 | Image Awards                                                  | 提名 | 最佳男配角                                                   | 迈克尔·克拉克·邓肯                                                                   |
| 2000 | MTV電影大獎                                                   | 提名 | 最佳突破男演员                                               | 迈克尔·克拉克·邓肯                                                                   |
| 2000 | Motion Picture Sound Editors (Golden Reel Award)              | 提名 | Best Sound Editing Dialogue and ADR                          | Mark A. Mangini, Julia Evershade                                                     |
| 2000 | Motion Picture Sound Editors (Golden Reel Award)              | 提名 | Best Sound Editing - Effects and Foley                       | Mark A. Mangini, Aaron Glascock, Howell Gibbens, David E. Stone, Solange S. Schwalbe |
| 2000 | 人民选择奖                                                    | 得獎 | Favorite All-Around Motion Picture                           |                                                                                      |
| 2000 | 人民选择奖                                                    | 得獎 | Favorite Dramatic Motion Picture                             |                                                                                      |
| 2000 | 美國演員工會獎                                                | 提名 | Outstanding Performance by a Cast                            |                                                                                      |
| 2000 | 美國演員工會獎                                                | 提名 | Outstanding Performance by a Male Actor in a Supporting Role | 迈克尔·克拉克·邓肯                                                                   |
| 2001 | Science Fiction and Fantasy Writers of America (Nebula Award) | 提名 | Best Script                                                  | 法蘭·達拉本特                                                                        |

## 外部連結
- 互联网电影数据库（IMDb）上《綠里奇蹟》的资料（英文）
- AllMovie上《綠里奇蹟》的资料（英文）
- 豆瓣电影上《綠里奇蹟》的資料 （简体中文）
- 爛番茄上《綠里奇蹟》的資料（英文）
- Box Office Mojo上《綠里奇蹟》的資料（英文）
- Metacritic上《綠里奇蹟》的資料（英文）